# السريد (الحديدة)

تعديل مصدري - تعديل

السريد هي إحدى قرى مديرية المراوعة، التابعة لمحافظة الحديدة اليمنية، بلغ تعداد سكانها 1125 نسمة حسب الإحصاء الذي جرى عام 2004.